# Seretse Ian Khama
Serêtsê Khama Ian Khama (Chertsey, 27 febbraio 1953) è un politico e generale botswano.
È stato Presidente del Botswana dal 2008 al 2018. È l'attuale re dei Bamangwato.

## Biografia
Figlio di Seretse Khama (principale leader dell'indipendenza del Protettorato del Bechuanaland dal Regno Unito e 1º presidente del Botswana dal 1966 al 1980), è nato in Gran Bretagna durante il periodo in cui il padre si trovava in esilio a causa dei suoi contrasti con il regime coloniale del suo Paese anche a causa del matrimonio con una donna bianca, Ruth Williams, contrario ai principi dell'apartheid che sempre più si stavano affermando in quell'area. Ian Khama è anche nipote di Sekgoma II (1869-1925), che è stato capo della tribù dei Bamangwato, e pronipote di Khama III (1837-1923), re della tribù. Il nome Seretse significa “l'argilla che lega assieme” e venne scelto per festeggiare la riconciliazione tra suo padre ed il nonno che assicurò l'ascesa al trono del primo.
Khama frequentò l'accademia militare di Sandhurst e divenne comandante del Botswana Defence Force. Nell'aprile del 1998 il presidente Quett Masire venne sostituito dal suo vice Festus Mogae e Khama venne nominato vicepresidente, anche se per ricoprire tale carica dovette attendere di essere prima eletto deputato dell'Assemblea nazionale (cosa che avvenne il 13 luglio 1998).
In seguito alla vittoria del Partito Democratico del Botswana (Botswana Democratic Party, BDP) alle elezioni generali del 1999, Khama venne confermato vicepresidente e ministro degli affari presidenziali e della pubblica amministrazione. Nel 2003 Khama venne eletto presidente del BDP sconfiggendo al congresso Ponatshego Kedikilwe. Nel 2008 Mogae annunciò di volersi ritirare ed il 1º aprile dello stesso anno Khama gli succedette. Alle elezioni del 16 ottobre 2009 Khama è stato poi confermato presidente.
Nell'aprile 2022, Ian Khama è stato convocato dalla giustizia del suo paese. L'ex capo dello Stato è accusato, tra l'altro, di detenzione illegale di arma da fuoco. Il caso risale al 2016.